# 宇都宮市立宮の原小学校
宇都宮市立宮の原小学校（うつのみやしりつ みやのはらしょうがっこう）は、栃木県宇都宮市宮原四丁目にある公立の小学校である。

## 沿革
- 1970年（昭和45年）4月1日 - 宇都宮市立西原小学校から分離独立し宇都宮市立宮の原小学校開校
- 1971年（昭和46年）11月9日 - 体育館兼講堂竣工
- 1982年（昭和57年）8月24日 - プール完成
- 2019年（令和元年）10月8日 - 創立50周年記念として野球のボールとバットを人文字で描くイベントを開催[3]。集まった662人は「人文字でバットとボールの形を作り出した最多人数」としてギネス世界記録に認定された[3]。

## 通学区域
宇都宮市
- 川田町の一部
- 滝の原2丁目の一部，滝の原3丁目の一部
- 西原町の一部
- 花房1丁目の一部
- 日の出1丁目 - 2丁目
- 不動前1丁目 - 5丁目
- 宮原1丁目，宮原3丁目 - 5丁目
- 弥生1丁目 - 2丁目
- 吉野1丁目 - 2丁目
- 陽南1丁目の一部，陽南2丁目の一部

## アクセス
- 東武宇都宮線南宇都宮駅から徒歩